# Louis Rigolly

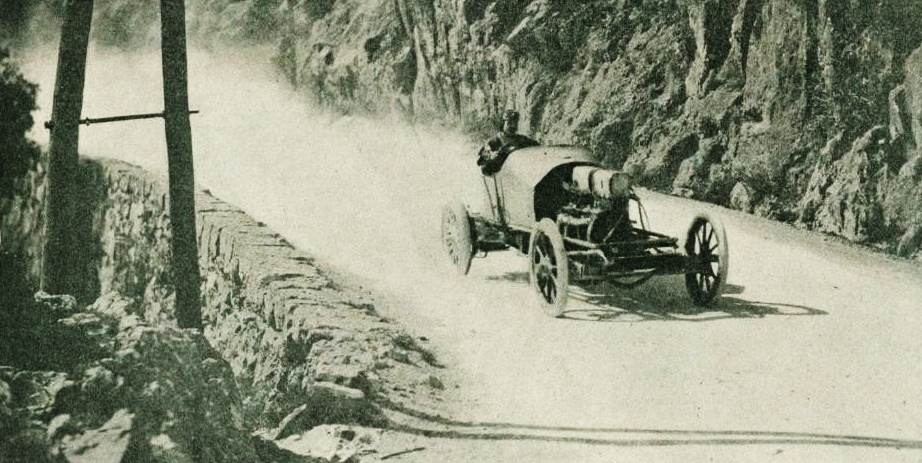
Louis Rigolly, ganador de la mayoría de las pruebas disputadas en la Reunión de Niza, en abril de 1904

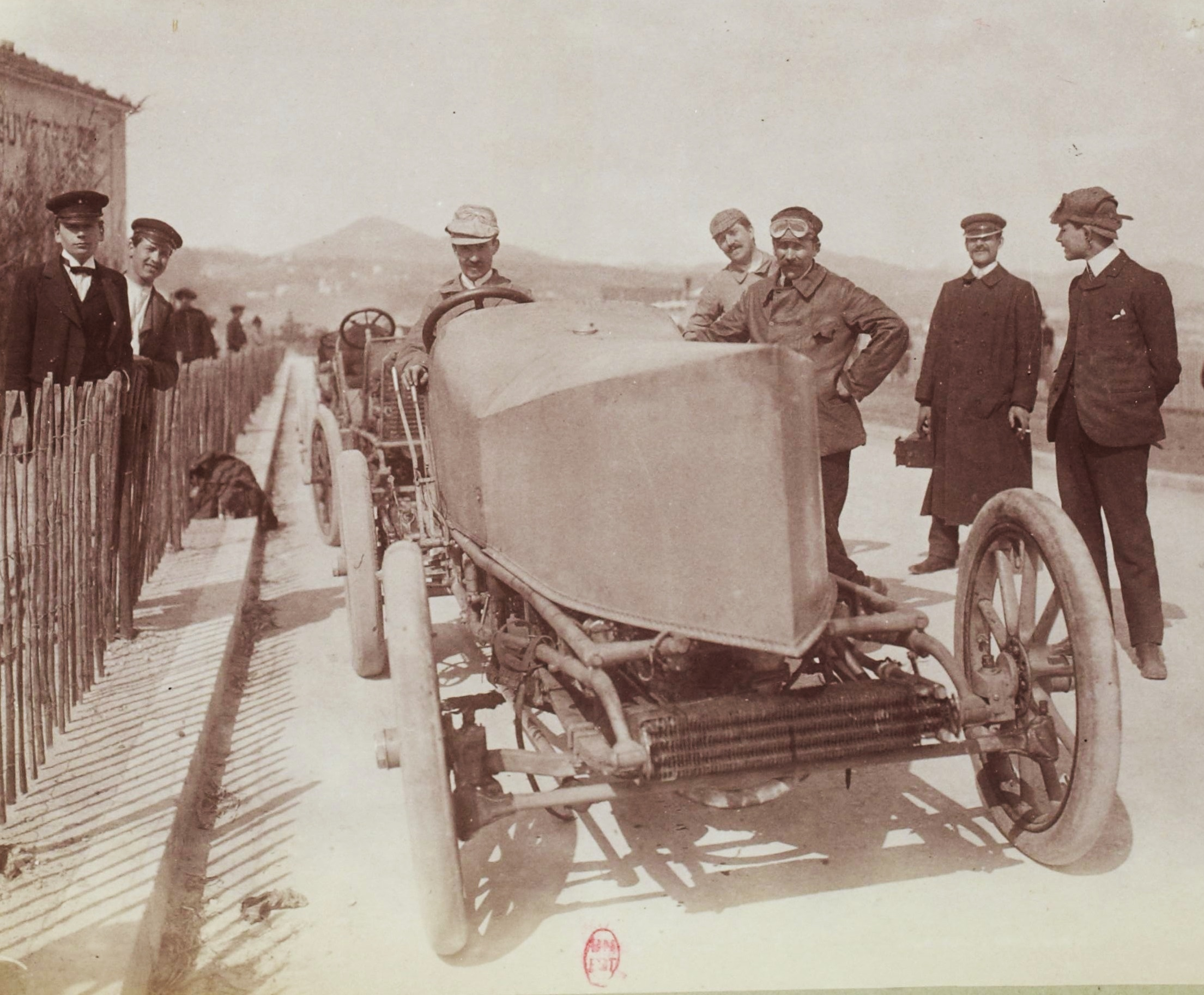
Récord Mundial a 152.542 km/h frente a su compañero de equipo Arthur Duray (semana de Niza de 1904)

Louis Rigolly (1 de marzo de 1876 en Chamesson - 7 de enero de 1958) fue un piloto automovilístico francés, conocido por batir el récord mundial de velocidad en 1904 al volante de un Gobron-Brillié. 

## Récord mundial
Rigolly fue el primer piloto en superar los 100 kilómetros por hora en una carrera, durante la prueba París-Viena de 1901.
Estableció un récord mundial de velocidad en Niza para el kilómetro lanzado el 31 de marzo de 1904, registrado una marca de 152,542 km/h, coincidiendo el mismo día con la marca de Arthur Duray (142,85 km/h). Los dos pilotaron el Gobron-Brillié que había disputado la prueba París-Madrid.
También fue el primero en superar la barrera las 100 millas por hora, 166,628 km/h, el 21 de julio de 1904 en Ostende, al volante de un Gobron-Brillié nuevamente. Durante esta semana de carreras, también batió el récord mundial de los 10 kilómetros, durante la prueba de la distancia.

## Otras actuaciones
También participó en el Gran Premio de Francia de 1906, una vez más conduciendo un Gobron-Brillié (un G-B de 110 CV), y ganó dos veces la Subida a la colina de Gaillon (en 1903 y 1904). Además:
- Copa de Caters (carrera de montaña, segunda edición, sobre la ruta de la Corniche-a Quatre Chemins) en la semana del automóvil de Niza: 1903, en un Gobron-Brillié de 100 CV.
- Carrera de subida a la colina de Newcastle: en Gobron-Brillié 100 CV.[4]
- 1903 Subida a la colina de Laffrey: en Gobron-Brillié 100 CV.
- 1903 Subida al Château-Thierry: en Gobron-Brillié 100 CV.[5]
- 1903 Reunión de Ostende: pruebas del kilómetro y la milla de salida parada y lanzada, en Gobron-Brillié 100 CV.[6] (récord mundial de la milla en 58s 4/5 La Vie au grand air del 24 de julio de 1906, p.508 </ref>
- 1903 Copa Arenberg: para motores de alcohol.
- 1904 Copas Rothschild: prueba del kilómetro, cuarta edición[7] en la semana del automóvil de Niza. Dos copas: en un Gobron- Brillié 110 CV[8] y récord mundial de velocidad terrestre.[9]
- 1904 Carrera de la milla de la reunión de Niza: en un Gobron-Brillié de 110 CV.
- 1904 Prueba de los 10 kilómetros de la reunión de Ostende: con el récord mundial, en un Gobron-Brillié 100 CV.[10]
- 1904 kilómetro lanzado en Ostende: en un Gobron-Brillié de 100 CV.[11]
- 1904 Segundo en la Copa Caters (carrera de montaña, tercera edición) de la semana de Niza: en un Gobron-Brillié de 100 CV (detrás de su compañero de equipo Arthur Duray, con el mismo tipo de vehículo).[12]
- 1906 Criterio de regularidad de Bélgica: en un Gobron-Brillié.[13]
- 1906 Copa de Auvernia: en un Gobron-Brillié (prueba de velocidad para automóviles de turismo, 5 etapas con un total de 937 kilómetros.[14]

También participó en pruebas en ruta. De nuevo con un Gobron-Brillié, fue quinto en el Circuito de las Ardenas en 1902, participando en la París-Berlín de 1901, la París-Arras-París y la París-Viena de 1902.

## Reconocimientos
- El camping municipal de Châtillon-sur-Seine, donde dirigió un garaje desde 1909 hasta 1940, lleva su nombre.[16]

## Galería de imágenes

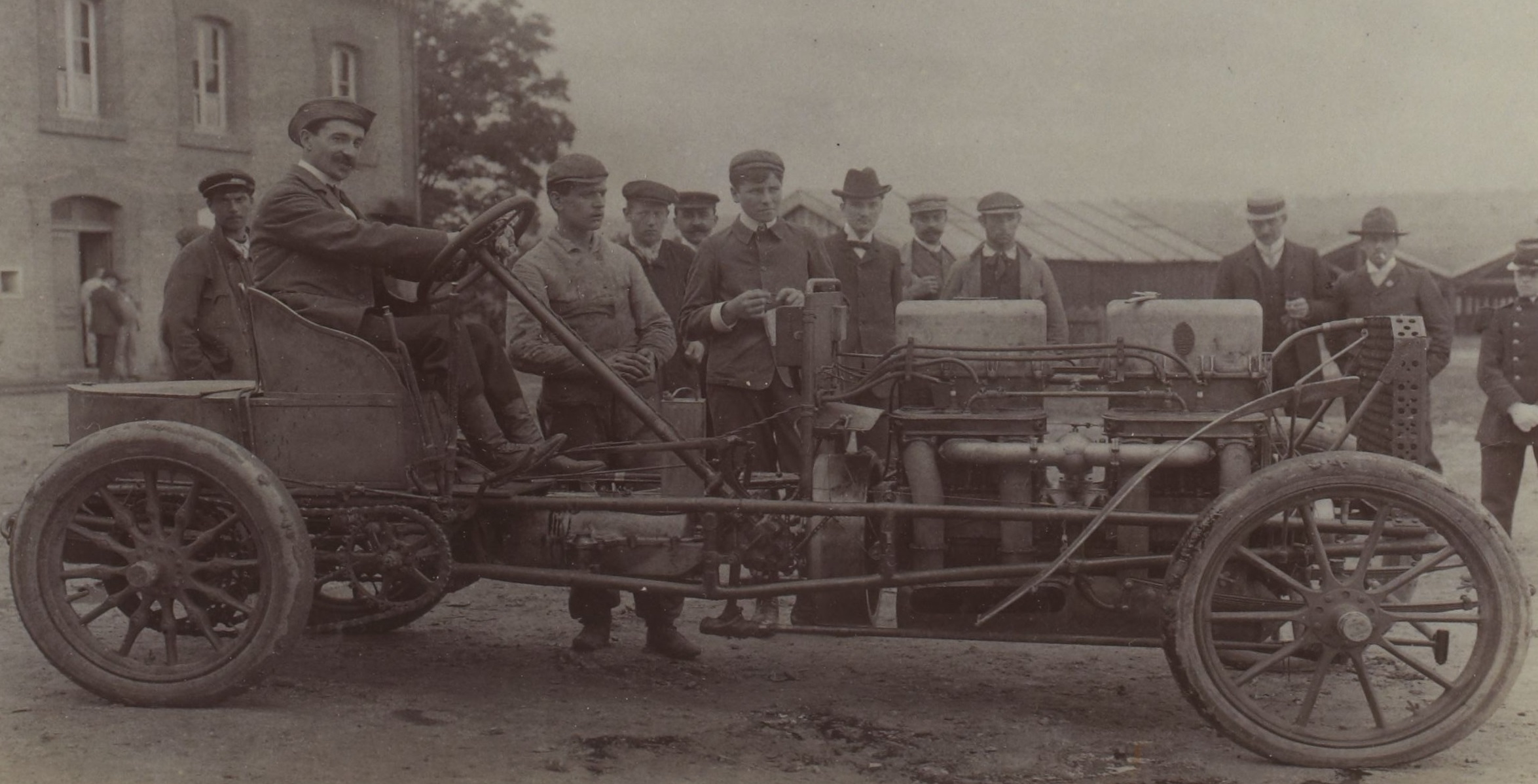
Louis Rigolly, ganador de la subida a la cota de Château-Thierry en un Gobron-Brillié de 100 CV (1903), se convirtió en el plusmarquista no oficial del mundo de velocidad en el kilómetro
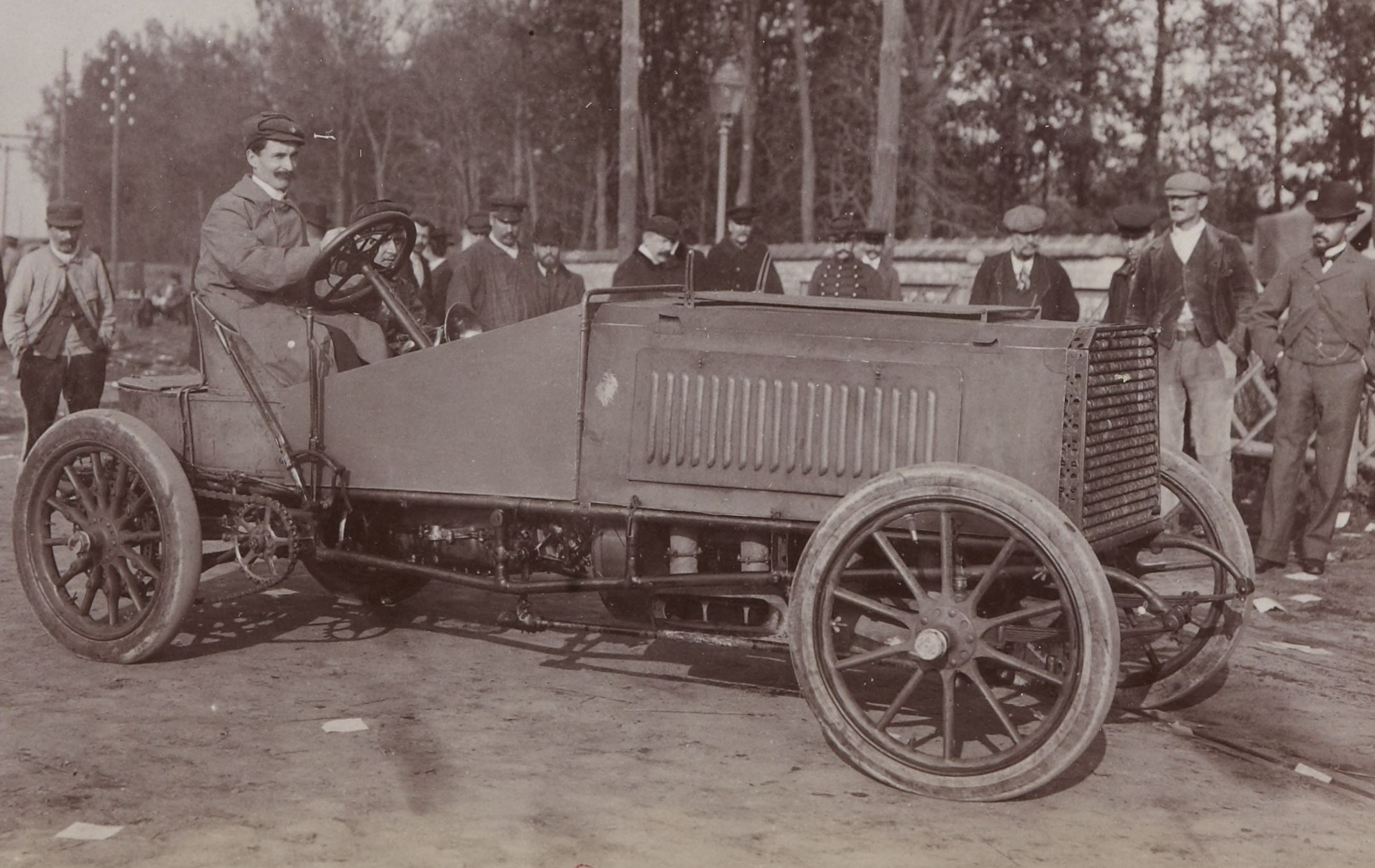
Louis Rigolly, ganador en la Cota de Gaillon (o Copa de Le Figaro para vehículos pesados) en 1903
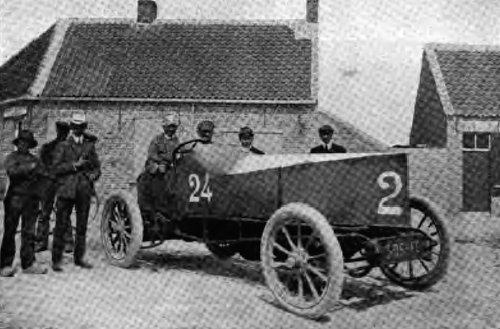
Louis Rigolly al volante del Gobron-Brillié con el que superó las 100 millas por hora en julio de 1904
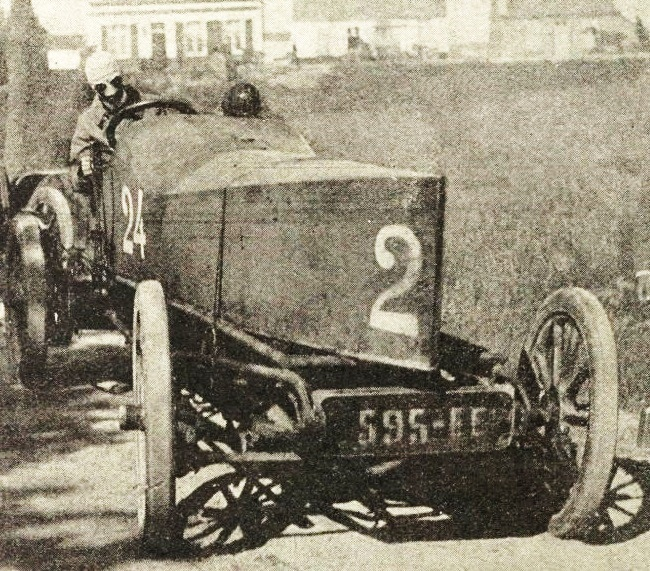
Louis Rigolly por segunda vez bate el récord mundial de velocidad, a 166,666 km/h en julio de 1904 en Ostende, en el kilómetro lanzado con su Gobron-Brillié